# Серам
 Тази статия е за острова.  За морето вижте Серамско море.  
Серам или Церам (на индонезийски: Seram) е остров в Малайския архипелаг, вторият по големина остров от Молукските острови, принадлежащ на Индонезия. Площта му е 17 100 km², а заедно с близките острови (Амбон, Сапаруа, Харуку, Манипа, Келанг, Боано и др.) – 18 700 km². На юг се мие от водите на море Банда, а на север – от водите на море Серам. На запад протокът Манипа го отделя от остров Буру. Към 2013 г. населението му възлиза на 219 000 души. Преобладава планинският релеф с максимална височина връх Биная (3027 m). Низините заемат тясна ивица предимно по северното крайбрежие. В близост до бреговете на места има коралови рифове. Климатът е екваториален, влажен. Целогодишно температурата на въздуха е 25 – 27°С. Годишната сума на валежите в равнините е до 2000 mm, а в планините – до 4000 mm. Покрит е с влажни тропични гори, а на юг има участъци, заети от мусонни гори. Широко развитие има екстензивното земеделие (разчистване на горски участъци и използването им за засаждане на земеделски култури). По северното крайбрежие има плантации със сагови и кокосови палми, черен пипер, захарна тръстика, карамфилово и мускатово дърво, кафе, какао, манго. Развит е риболовът. Най-голям град и пристанище е Вахай, разположен на северното крайбрежие.